# Белоградчик (община)
Белоградчик (болг. Община Белоградчик) — община в Болгарии. Входит в состав Видинской области. Население составляет 8408 человек (на 21.07.05 г.).

## Состав общины
В состав общины входят следующие населённые пункты:
1. Белоградчик
2. Боровица
3. Вештица
4. Вырба
5. Гранитово
6. Граничак
7. Дыбравка
8. Крачимир
9. Ошане
10. Праужда
11. Пролазница
12. Рабиша
13. Раяновци
14. Салаш
15. Сливовник
16. Стакевци
17. Струиндол
18. Чифлик

## Достопримечательности
Близ деревни Рабиша находится пещера Магура, в которой обнаружен древнейший в Европе неолитический солнечный календарь, состоящий из 366 дней.